# Buenas noches, mamá
Buenas noches, mamá (Ich seh, Ich seh en alemán) es una película austriaca perteneciente al género de terror psicológico del año 2014, escrita y dirigida por los directores Veronika Franz y Severin Fiala.
La película, protagonizada por Susanne Wuest y los actores gemelos Elias y Lukas Schwarz, narra la compleja relación entre dos niños gemelos y su madre, que acaba de regresar del hospital en una gran casa aislada. Los niños comienzan a cuestionar la identidad de la mujer, creyendo que no es la misma persona que fue a que la operaran y, por lo tanto, se preguntan si es su verdadera madre. 
Fue seleccionada como la película austriaca aspirante a la Mejor Película en Lengua Extranjera en la edición 88 de los Premios de la Academia, pero no fue nominada. Una nueva versión estadounidense, Buenas noches, mamá, protagonizada por la actriz Naomi Watts, se estrenó en Amazon Prime Video el 16 de septiembre del año 2022.

## Argumento
Después de someterse a una cirugía estética facial, una mujer (Susanne Wuest), que anteriormente era miembro de un coro famoso en la televisión local, regresa a su casa moderna y aislada junto al lago con sus gemelos idénticos de nueve años. Elias y Lukas (Elias y Lukas Schwarz), quienes entran a la casa después de jugar afuera en un campo de maíz y el lago cercano. Su cabeza está envuelta en vendajes, y solo se ven sus ojos y su boca. Los gemelos están desconcertados por la apariencia de su madre y se sorprenden aún más cuando comienza a exhibir un comportamiento extraño. Ignora deliberadamente a Lukas y parece solo reconocer a Elias en la conversación y la preparación de la comida. Aunque estamos en pleno verano, la madre ordena a los mellizos que mantengan las persianas cerradas durante el día (según lo recomendado por su médico para evitar la luz del sol) y que no permitan visitas ni animales en la casa, impone una estricta regla de silencio en el interior de la casa (ya que debe descansar después de la cirugía) y solo les permite jugar al aire libre en el jardín. La madre también actúa con crueldad y arremete contra Elías física y verbalmente cuando es travieso o desobediente. Los chicos comentan que esto es algo que su madre nunca haría.
Los gemelos comienzan a sospechar que debajo de sus vendajes, su madre puede no ser la misma persona. Estas dudas se confirman cuando encuentran una foto antigua en el álbum de fotos que muestra a la madre con otra mujer desconocida que usa ropa idéntica y comparte rasgos físicos similares (se revela por parte de la mujer que la otra mujer en la foto es su amiga que se viste con la misma ropa que ella). Ante la sospecha de que la mujer que reside en su casa es una impostora, los gemelos escapan de la casa y se dirigen a una iglesia de un pueblo cercano, donde intentan conseguir la ayuda del cura. El sacerdote los lleva a casa y está satisfecho con la explicación de la mujer de que ella es su madre, así como con la separación de su esposo y un trágico accidente.
Los niños atan a la mujer a la cama con vendajes y esparadrapo y se niegan a dejarla ir hasta que les diga dónde está su verdadera madre. La mujer insiste en que ella es su madre, y los gemelos usan una lupa para quemarle la cara y obligarla a revelar dónde está su verdadera madre. Luego le sellan la boca con cinta adhesiva.
Dos empleados de la Cruz Roja llegan a recoger donaciones. Aunque inicialmente esperan el regreso de la madre, finalmente abandonan la casa después de recibir una gran cantidad de dinero en efectivo de Elias, que discretamente robó del bolso de su madre. Mientras tanto, la mujer se libera de la cinta adhesiva que tiene alrededor de la boca y grita pidiendo ayuda, pero es demasiado tarde para llamar la atención de los empleados de la Cruz Roja. Los gemelos sellan sus labios con súper pegamento , solo para darse cuenta de que no puede comer. Los gemelos le abrieron los labios con un par de tijeras pequeñas, cortándole la boca en el proceso.
Como la mujer todavía está atada y atrapada, moja su cama . Los gemelos la liberaron brevemente de sus grilletes para cambiar la ropa de cama, lo que le permitió someter a los niños y escapar. Los gemelos, sin embargo, han instalado una trampa explosiva que hace que ella se caiga, dejándola inconsciente. La mujer se despierta pegada al suelo del salón. Elias comienza a incendiar la casa para presionarla para que les diga la verdad sobre su madre. La mujer insiste firmemente en que ella es la verdadera madre de los gemelos.
Luego, la mujer le dice a Elias que Lukas había muerto en un accidente de natación, lo que significa que Lukas ha sido simplemente una alucinación como resultado del trastorno de identidad disociativo y sufre de la ilusión de Capgras, incapaz de aceptar la muerte de su otra mitad. Con lágrimas en los ojos, le explica a Elias que la muerte de Lukas no fue su culpa y le ruega a su hijo que la libere para que ambos puedan superar la tragedia. Elias la desafía a demostrar que ella es su madre preguntándole qué está haciendo Lukas. Como no puede ver la alucinación de Elias de Lukas amenazando con prender fuego a una cortina, no puede responder a la pregunta. Elias, creyendo que su verdadera madre podría ver a Lukas, enciende la cortina mientras alucina que su hermano ayuda a prender el fuego. Posteriormente, la mujer muere quemada mientras grita de agonía antes de que lleguen los bomberos.
Mientras los bomberos intentan apagar el fuego, la mujer, ahora ilesa y con un vestido amarillo que se mostró anteriormente en una foto familiar feliz, sale de la casa y camina hacia el bosque. La toma final de la película muestra a Elias y Lukas caminando por el maizal y emergiendo para estar con su madre, los tres sonriendo y abrazándose, cantando la canción favorita de Lukas.

## Reparto
- Susanne Wuest como la madre
- Elias Schwarz como Elias
- Lukas Schwarz como Lukas
- Hans Escher como el sacerdote
- Elfriede Schatz como una recaudadora de la Cruz Roja
- Karl Purker como un recaudador de la Cruz Roja
- Georg Deliovsky como Pizzalieferant
- Christian Steindl como Mesner
- Christian Schatz como un agricultor
- Erwin Schmalzbauer como dios del acordeón

## Desarrollo
El desarrollo de Buenas noches, mamá se inició en el año 2013 para un estreno a finales del mismo año. Buenas noches, mamá se estrenó en los cines de Austria el día 25 de noviembre del año 2014.

## Lanzamiento
Buenas noches, mamá se estrenó en los cines de México el día 25 de noviembre del año 2015.

## Recepción
En general la película recibió críticas positivas de los críticos. En Rotten Tomatoes, la película tiene una calificación de 86%, basada en 145 reseñas, con una calificación promedio de 7.35/10. El consenso del sitio dice: "Oscura, violenta y empapada de terror, Buenas noches, mamá es perfecta para los entusiastas del terror extremo, o los cinéfilos que prefieren mirar entre los dedos abiertos". En Metacritic, la película tiene una puntuación de 81 sobre 100, basada en 19 críticos, lo que indica "aclamación universal".
La National Board of Review nombró a Buenas noches, mamá como una de las 5 mejores películas en idioma extranjero de 2015.